# SHIFT (アルバム)
『SHIFT』（シフト）は、ナイトdeライトの通算5枚目のアルバム。2017年3月15日発売。

## 概要
ナイトdeライトの4th Album。前作『Acoustic Selection』から約1年1か月振りのオリジナルアルバム。フルアルバムは『Familia』に続き2作目。
前作『Familia』のような、温かく優しい雰囲気を持つナイトdeライトらしい曲を残しつつ、さらに攻め込んだ曲を作る「『次の領域にSHIFT』したアルバム」をコンセプトに制作された。2017年の「2017年、ナイトdeライトは攻めに出る。」という目標とリンクしている。
2016年12月26日、2017年7月30日にZepp DiverCity(Tokyo)で開催予定のライブに向けて、「shiftプロジェクト」と題して2017年3月にニューアルバム「shift」をリリースすることとクラウドファンディングを行うことを発表。支援者には、直筆サイン入りアルバム・CDジャケットへの名前掲載・Zepp DiverCity(Tokyo)ライブバックステージパス贈呈などの特典がついていた。2017年1月18日、期間を2週間残して目標金額達成。
M-11「僕らのページ」終了後、約40秒の間があり、M-12にシークレットトラックとして「白彗」のフルバンドバージョンが収録されている。
CDのブックレットのデザインはPlayroomの松田敬祐。
2018年4月28日にiTunesやLINE MUSICをはじめとした各ストア、ストリーミングサービスにて配信開始。

## 担当
今回のアルバムでは、メンバーの担当楽器が普段とは若干異なっている。
| メンバー   | 担当                                       |
| ---------- | ------------------------------------------ |
| 平野翔一   | ボーカル、アコースティックギター、コーラス |
| 三橋恵之矩 | エレキギター、コーラス                     |
| 長沢紘宣   | ベース、アコースティックギター、コーラス   |
| 田中満矢   | ドラム、パーカッション                     |

## 収録曲

### リスト
| #         | タイトル              | 作詞                           | 作曲・編曲           | 時間 |
| --------- | --------------------- | ------------------------------ | -------------------- | ---- |
| 1.        | 「1/1」               | 長沢紘宣                       | 田中満矢             | 3:56 |
| 2.        | 「人生ロデオ」        | 三橋恵之矩                     | 三橋恵之矩           | 5:09 |
| 3.        | 「Spare me!!」        | 長沢紘宣                       | 平野翔一             | 4:55 |
| 4.        | 「撚り糸」            | 長沢紘宣                       | 長沢紘宣             | 5:31 |
| 5.        | 「キシカイセイ」      | 三橋恵之矩                     | 三橋恵之矩           | 4:19 |
| 6.        | 「白彗」              | 長沢紘宣                       | 長沢紘宣             | 5:42 |
| 7.        | 「プレゼント」        | 平野翔一                       | 平野翔一             | 5:02 |
| 8.        | 「Separate」          | 長沢紘宣                       | 長沢紘宣             | 3:45 |
| 9.        | 「Let Every Nation」  | 三橋恵之矩                     | 三橋恵之矩           | 4:53 |
| 10.       | 「ポラリス」          | 三橋恵之矩、田中満矢、長沢紘宣 | 三橋恵之矩、田中満矢 | 4:54 |
| 11.       | 「僕らのページ」      | 田中満矢                       | 田中満矢             | 6:25 |
| 12.       | 「白彗」(Bonus Truck) | 長沢紘宣                       | 長沢紘宣             | 5:56 |
| 合計時間: | 合計時間:             | 60:27                          |                      |      |

### 収録曲について
1. 1/1
作詞:長沢紘宣 / 作曲:田中満矢
当初は田中が作詞と作曲をしてきたものであったが、長沢が歌詞を変更した。
今作発売前のプロモーションではこの曲が多く使われた。リード曲。
2. 人生ロデオ
作詞/作曲:三橋恵之矩
ライブではサビの部分でジャンプをする。
3. Spare me!!
作詞:長沢紘宣 / 作曲:平野翔一
曲が作れない苦しみを歌った歌。
タイトルは「勘弁してよ！」の意。
4. 撚り糸
作詞/作曲:長沢紘宣
ナイトdeライトの曲の中で最もテンポが遅く、BPMは64。
5. キシカイセイ
作詞/作曲:三橋恵之矩
Zepp DiverCity Tokyoライブでは1曲目に披露された。
6. 白彗
作詞/作曲:長沢紘宣 / 編曲:GRP
北海道湧別町で起こった父娘遭難事故[6] を元に作られた、父の愛を歌った歌。
Acoustic Album「Acoustic Selection」収録の『白彗』の別バージョン。
7. プレゼント
作詞/作曲:平野翔一
平野が自分の娘に向けて書いた曲。
8. Separate
作詞/作曲:長沢紘宣
今作発売後のプロモーションではこの曲が多く使われた。リード曲。
9. Let Every Nation
作詞/作曲:三橋恵之矩
ナイトdeライト初の英語曲。
イスラエル独立記念式典のために書かれた。
10. ポラリス
作詞:三橋恵之矩 & 田中満矢 / 作曲:三橋恵之矩 & 田中満矢 & 長沢紘宣
三橋作の『ポラリス』と田中作の『涙の輝き』を組み合わせた曲。長沢が後半の歌詞を一部変更。
ライブではほぼ必ず演奏される。
11. 僕らのページ
作詞/作曲:田中満矢
ナイトdeライトの生い立ちを歌った唄。田中が日記を読み返しながら書いた。
曲の最後にはメンバー一人一人のボーカルソロパートがあり、その後には笑い声や雑談も聞こえてくる。
12. (シークレット・トラック)
作詞/作曲:長沢紘宣
シークレット・トラックとして白彗のフルバンドバージョンが収録されている。
後にiTunesなどのストリーミングサービスで配信された際には「白彗 (band ver)」となっている。

## アディショナルミュージシャン
| ミュージシャン | 担当                                                     | 参加トラック |
| -------------- | -------------------------------------------------------- | ------------ |
| 遠藤稔         | ソングアレンジメント                                     | M-1~3, 5~12  |
| 遠藤稔         | ストリングス、サクソフォン、エフェクトプログラム、ピアノ | M-1~11       |
| GRP            | ソングアレンジメント                                     | M-4          |
| GRP            | 編曲                                                     | M-6          |
| 鈴木裕         | バイオリン                                               |              |
| 渡辺文         | チェロ                                                   |              |
| ルート         | バースデイ・パーティー                                   | M-7          |
| 佐藤花季       | フィーメイルボイス                                       | M-8          |

## 協賛・協力
- カノウプス
- CHAANY
- シェクター
- PAiSTe
- CARVIN
- サウンドハウス

## ナイトdeライト TOUR2017 ▶︎▶︎ SHIFT
|   | 開催日        | 開催地 | 会場                           | 演奏形態         | 備考                            |
| - | ------------- | ------ | ------------------------------ | ---------------- | ------------------------------- |
| 1 | 2017年3月15日 | 札幌   | サッポロファクトリーアトリウム | アコースティック |                                 |
| 2 | 2017年3月15日 | 札幌   | KRAPS HALL                     | フルバンド       |                                 |
| 3 | 2017年4月1日  | 吉祥寺 | Planet K                       | フルバンド       | feat. TRIPLANE                  |
| 4 | 2017年4月7日  | 名古屋 | RAD SEVEN                      | フルバンド       |                                 |
| 5 | 2017年5月20日 | 大阪   | 江坂ホール                     | フルバンド       | feat. ロゴスダンススクール      |
| 6 | 2017年6月3日  | 渋谷   | GUILTY                         | フルバンド       | feat. RETO、Egw Eimi、Apollogic |
| 7 | 2017年7月30日 | 東京   | Zepp DiverCity                 | フルバンド       | 1,500人以上を動員。             |